# Mortes em 2010
Esta é uma relação de pessoas notáveis que morreram durante o ano de 2010.